# Enrique Beotas López
Enrique Beotas López (Ávila, 1955 - Santiago de Compostel·la, 24 de juliol de 2013) va ser un reconegut periodista, editor, publicista i relacions públiques espanyol. Va morir a l'accident ferroviari d'Angrois junt amb 79 persones.

## Biografia
Llicenciat en Periodisme i Publicitat a la Universitat Complutense de Madrid. Va treballar principalment en ràdio, televisió, premsa, relacions institucionals i corporatives, publicitat i en diferents institucions i organitzacions públiques. Va ser coneguda la seva labor com a assessor de comunicació i política i relacions públiques: Coordinador General Tècnic del Patronat Municipal de Turisme de l'Ajuntament de Madrid durant l'alcaldia d'Enrique Tierno Galván, fundador i cap de l'Oficina d'Informació d'Alianza Popular, coordinador general tècnic de mitjans de comunicació socials del Partit Popular i director de Comunicació de la campanya electoral de Manuel Fraga a Galícia.
També va ser director general de la divisió de publicitat corporativa d'Y&R, director general de Capital Image, director de comptes de Burson Marsteller, director de Relacions Externes d'Antena 3, subdirector general de comunicació i relacions institucionals del grup radiofònic Onda Cero, director de Relacions Institucionals i Corporatives d'Unidad Editorial, director general de Relacions Institucionals i Responsabilitat Corporativa del Grup Acciona i vicepresident de la Federació d'Associacions Professionals de Ràdio i Televisió.
Va ser el creador, presentador i editor del programa sociosanitari La Rebotica, d' Autor, Autor, programa de ràdio dedicat als creadors espanyols. També va ser col·laborador de Ràdio Nacional d'Espanya. Fundador i vicepresident de Grupo Quator i editor de Quindici Editores. Creà Galicia, Sexta Provincia, una província cartografiada a través de les seves entrevistes 'A Modiño' cada dissabte en El Correo Gallego, reunides i presentades cada any en llibres recopilatori. D'orígens familiars gallecs, d'on se sentia natural malgrat haver nascut a Àvila, deia: Vaig néixer a Àvila, perquè els gallecs naixem on volem. Ho deia amb freqüència, i així ell es va fer gallec per decisió pròpia, sense oblidar ni ocultar mai d'on venia.

## Ràdio
En 1990, Enrique Beotas i un pioner grup de professionals de la comunicació, amb el suport d'importants experts de la Sanitat espanyola, va decidir portar a la ràdio un espai que abordés l'educació sanitària de la societat i la dimensió social de la salut. Així va sorgir el concepte 'sociosanitari' i així va néixer el programa radiofònic La Rebotica, que era considerat el degà dels dedicats a la informació sanitària a Espanya i que va tenir continuïtat durant més de vint anys en diverses emissores (Cadena SER, Radio España, Radio Voz, Cadena COPE, Onda Cero, Punto Radio), les últimes Gestiona Radio, Vive Radio i Radio Obradoiro, on el programa arribà a la seva fi en 2017. Així mateix, el programa també celebrava els premis La Rebotica, atorgats a persones, institucions i investigadors destacables en les seves aportacions sociosanitàries, els Cuentos La Rebotica' i el projecte Ese Niño Diferente, concurs de contes l'objectiu dels quals era fer una anomenada a la consciència social, a la solidaritat i a la defensa dels valors de la integració i compromís actiu amb les situacions difícils per les quals pot travessar la infància. Alguns dels premis i reconeixements que va rebre La Rebotica són:
- Premi Editas - Noticias Médicas, 1994.
- Premi Ondas, 1995.
- Premi Antena de Oro 2000.
- Premi de la Fundación Española del Corazón, 2000.
- Premi SAMUR, 2001.
- Dues Antenes de Plata Extraordinària, 2001 i 2002.
- Premi Albarelo del Col·legi Oficial de Farmacèutics de La Corunya, 2002.
- Premio Llogarets Infantils SOS d'Espanya, 2003.
- Premi del Col·legi Oficial de Farmacèutics de Navarra, 2005.
- Micròfon d'Or, 2006.
- Cruz de Plata de la Sanitat Madrilenya, 2009.
- Premi de Divulgació Científica de l'Institut Danone, 2011.
- Premi de la Fundació Grunenthal, 2012.
- Premi de la Fundació Pfizer, 2012.[30][31][32][33][34][35][36]

Creà Autor Autor, programa radiofònic dedicat als creadors i escriptors que va guanyar en 2008 el Premi Nacional al Foment de la Lectura del Ministeri de Cultura. Un espai dedicat als protagonistes de la vida cultural emès cada cap de setmana on van passar més de 700 autors: músics, cineastes, dramaturgs, ballarins i grans interpretis com Victoria Abril, Florencio Aguilera, Luis Eduardo Aute, Rafael Canogar, Luz Casal, Julio Iglesias, Miguel Rios, Maria Dolores Pradera,Miguel Delibes o Víctor Ullate entre d'altres. Les converses entre Beotas i els convidats es van recopilar en 2007 a benefici d'Horitzons Oberts, en un llibre d'entrevistes titulat Autores de la Vida.

## Mitjans escrits
En la premsa escrita també va col·laborar en mitjans periòdics com El Mundo, Marca, Ya, La Razón, El Correo Gallego, Actualidad Española, Gaceta Ilustrada o els mitjans del grup Promecal. Les entrevistes que publicava setmanalment a El Correo Gallego, en la seva secció «A modiño», dedicada a gallecs que vivien fora de Galica, van quedar recopilades en els deu volums de la col·lecció Galicia, sexta provincia. En el moment de la seva mort era director editorial de Quator Quindici, fundat per ell, on va publicar bona part de les seves pròpies obres.
Va publicar les seves converses amb Manuel Fraga (de qui va ser cap de premsa) en el llibre Manuel Fraga, cuaderno de notas de una vida (Algaba, 2007). Va escriure una trilogia composta per Por las puertas de Madrid, Los parques de Madrid, i Madrid no te olvida.

## Institucions
Unidad Editorial (editora del diari El Mundo), o l'empresa d'infraestructures Acciona. Va ser coordinador general tècnic del Patronat Municipal de Turisme de l'Ajuntament de Madrid durant l'alcaldia d'Enrique Tierno Galván, fundador i cap de l'Oficina d'Informació de Aliança Popular, coordinador general tècnic de mitjans de comunicació socials del Partit Popular i director de comunicació de la campanya electoral de Manuel Fraga a Galícia.

## Premis i homenatges
- Al febrer de 1982 va rebre el Premi de Periodisme Exèrcit de l'Aire de l'any 1981, pel seu article 402 Escuadrón, publicat al diari Ya.
- Va ser distingit pels seus mèrits periodístics amb un Micròfon d'Or, una Antena d'Or, dues Antenes de Plata i un Micròfon de Bronze.
- El seu programa La Rebotica va obtenir en 1999 el premi Antena de Oro. En 2006 també va guanyar un Micròfon d'or.
- Gran Creu al Mèrit Naval[43][44]
- Creu al Mèrit amb Distintiu de Plata de la Guàrdia Civil.[45]
- Cavaller de l'Imperial Orde Hispànic de Carles V.
- El compositor Ernesto Monsalve va estrenar en 2014 una obra musical per a violoncel, piano i narrador titulada In memoriam en el seu homenatge, amb lletra del poeta i periodista Carlos Aganzo.
- Títol de Gallec de l'Any[46]
- Va rebre, a títol pòstum, la medalla de Galícia, en 2015.